# Col de Puberg
Le col de Puberg se situe dans les Vosges du Nord, dans le département français du Bas-Rhin, au carrefour des routes départementales D 919 et D 935 entre Tieffenbach et Wingen-sur-Moder d'une part, et Volksberg et Puberg d'autre part.
Avec une altitude de 323 mètres c'est le point de franchissement le moins élevé depuis le plateau lorrain vers la plaine d'Alsace. Il permet le passage de la vallée de l'Eichel vers la vallée de la Moder.
Le col de Puberg marque également la ligne de partage des eaux entre le bassin de la Moselle et celui du Rhin.